# Петровська сільська рада (Сарактаський район)
Петро́вська сільська рада (рос. Петровский сельский совет) — сільське поселення у складі Сарактаського району Оренбурзької області Росії.
Адміністративний центр — село Петровське.

## Населення
Населення — 1148 осіб (2019; 1232 в 2010, 1433 у 2002).

## Склад
До складу сільської ради входять:
| Населений пункт  | Населення, осіб (2002) | Населення, осіб (2010) |
| ---------------- | ---------------------- | ---------------------- |
| Андрієвка, село  | 283                    | 238                    |
| Петровське, село | 1150                   | 994                    |